# 서푼짜리 오페라 (영화)
서푼짜리 오페라(Die 3 Groschen-Oper, The Threepenny Opera)는 독일에서 제작된 게오르그 빌헬름 파브스트 감독의 1931년 뮤지컬 영화이다. 루돌프 포스터 등이 주연으로 출연하였다.

## 출연

### 주연
- 루돌프 포스터
- 카롤라 네허

### 조연
- 라인홀트 쉰첼
- 프릿츠 라습
- 발레스카 거트
- 로테 레냐
- 블라디미르 소콜로프

## 제작진
- 각색: 벨라 발라즈